# Элиша бен Абуя
Элиша бен Абуя (др.-евр. אלישע בן אבויה‬) — еврейский мыслитель третьего и четвёртого поколения эпохи таннаев (I—II вв. н. э.). За свои взгляды, значительно отличающиеся от учения других талмудистов, прослыл еретиком и вероотступником, получив прозвище Ахер (др.-евр. אחר‬ — другой).

## Сведения из Талмуда
Сведения об Элише бен Абуе довольно отрывочны. Талмуд рассказывает о многих событиях его жизни, начиная с его рождения в семье богатого иерусалимца и кончая печальной судьбой его дочерей, дошедших до нищеты и голода. Наиболее яркие контуры его личности обрисованы в Иерусалимском Талмуде.
Его отец, Абуя, был значительным лицом в Иерусалиме. После рождения сына он пригласил на обрезание сына знатнейших людей города и знаменитых учёных с рабби Иохананом бен Заккаем во главе. В том числе были приглашены рабби Элиэзер и рабби Иошуа. Услышав их беседу и увидев почести, которыми пользовались эти учёные, Абуя пришёл в восторг и дал обещание, что его сын посвятит свою жизнь изучению Торы. В этом Ахер впоследствии видел сам одну из причин своего падения.
Элиша стал одним из выдающихся знатоков Торы. Согласно одной вавилонской Барайте, Элиша бен Абуя стоял во главе группы старейшин, занимавшихся исследованием законов. А согласно Мидраш Рут Раба, о нём говорили, что послушать речи «такого мудрого и великого в познании Торы учителя, как он», собиралось множество людей даже в самой Тверии (бывшей в то время духовным центром в Земле Израиля).
В Тосефте, и затем в Талмуде он называется в числе четырёх мудрецов таннаим, вошедших в Пардес. В Тосефте четвёртый мудрец не назван по имени, а зовётся «Ахер»; в позднейших источниках Ахер отождествляется с Элишей бен Абуя.
Элиша бен Абуя известен также как автор афоризма в трактате Авот:
- «Кто изучает науку в юности, подобен пишущему чернилами на новой бумаге, a кто начинает учение в старости, подобен пишущему чернилами на стёртой бумаге».

В то же время, в версии Авот де рабби Натан эта притча приписывается другим мудрецам, a от имени Элиши бен Абуя приводится целый ряд других притч, из них четыре на тему о важности соответствия между приобретением познаний и добродетельной жизнью. Например:
- «Человек, много учившийся и вместе с тем ведущий добродетельную жизнь, подобен человеку, который строит кирпичные стены на каменном фундаменте; сколько воды ни скопилось бы y основания стены, она не тронется с места; человек же, много учившийся, но не творящий добра, подобен тому, кто возводит каменную стену на кирпичном фундаменте: самый незначительный ручей в состоянии снести её».

Кроме того, Элиша говорит о тех трудностях, с какими сопряжено приобретение знания, и как легко утратить его.
- «Приобретается знание столь же трудно, как золотая посуда, a утрачивается так же легко, как стеклянная».

Многие полагают, что в притчах Элиши бен Абуя содержится намёк на рабби Акиву, который принялся за учение уже в зрелом возрасте. Это мнение, однако, маловероятно, так как Элиша относится с большим уважением к рабби Акиве. Во всяком случае, в упомянутых притчах и сказаниях нет ни малейшего намека на отступничество Элиши.

### Причины отхода Элиши от веры
О причинах отступничества Αхера мнения повествователей расходятся.
- По словам одних, мать его, будучи беременной, проходила однажды мимо языческого храма и восприняла в себя дух нечистый.
- Другие рассказывают, что виновником всего был отец Αхера, посвятивший его учению не из любви к Торе, a из тщеславия (или из веры в мистические силы).[8]

Более вероятны, однако, предположения, основанные на событиях из жизни самого Элиши.
- Однажды во время пребывания в Генисарете он был свидетелем несчастного случая, постигшего человека, соблюдавшего закон, за исполнение которого Тора обещает долголетие, в то время как другой, нарушивший этот же закон, остался цел и невредим. Элиша задумался над произошедшим, усомнившись в учении иудаизма о мировой правде и возмездии. По-видимому, его не удовлетворила мысль, высказанная раньше его р. Яковом[9], что долголетие, о котором говорит Тора, означает вечную жизнь в загробном мире.[10] Более того, в трактате Кидушин[11] сообщается, что р. Яков сам был свидетелем подобного факта, приведшего Элишу к отрицанию божественной справедливости.
- В другой раз Элиша увидел собаку, державшую в зубах язык мученика Иегуды бен ха-Нахтума, убитого римлянами.[12] Он воскликнул тогда с горьким упрёком: «Нет правды в мире, нет возмездия после смерти».

В Вавилонском Талмуде отступничеству Элиши придаётся более умозрительный характер: Ахер, при входе в «Пардес», проник гораздо дальше, чем было позволено, и увидел восседающего там ангела Метатрона. Элиша до того был поражён увиденным, что принял его за Бога и принялся «разрушать насаждения». С тех пор Ахер стал утверждать, что миром управляют два Бога, а не один. Согласно этой версии, в попытке найти объяснение существования зла в мире Элиша доходит до дуалистического мировоззрения.
Талмуд также добавляет, что отступничество Ахера было обусловлено ещё и тем, что тот изучал греческую мудрость (философию) и еретические книги, а в его доме постоянно были слышны греческие песни.

### Происхождение прозвища «Ахер»
Согласно Талмуду, имя «Ахер» впервые дала ему одна женщина. Некоторые полагают, что «Ахер» означает «некий», «какой-то» — местоимение, употребляемое в тех случаях, когда не хотят называть по имени того человека, о котором идёт речь. Более вероятно, однако, что имя Ахер (букв. «другой») было ему присвоено после того, как он изменил своё мировоззрение и поведение и стал другим, новым человеком.

### После отступничества
Образ жизни Элиши в скором времени радикально изменился: он перестал соблюдать заповеди, прилюдно нарушал субботний покой и всячески вредил еврейскому закону, поощряя к этому окружающих. Иерусалимский Талмуд рассказывает, что он погубил многих ревнителей закона. В том числе он посещал школы и настраивал учеников против изучения Торы, называя это ненужным занятием и советуя им лучше учиться разным ремёслам: столярному, портняжному и т. д.. Он носил при себе еретические книги, и нередко случалось, что во время лекции они выпадали y него из-за пазухи.
Рассказывают, что во времена римских преследований периода царствования Адриана (117—138) Ахер препятствовал соблюдению субботнего покоя и покровительствовал нарушителям закона.

### Взаимоотношения с рабби Меиром
Многие считают Элишу бен Абуя учителем рабби Меира; и действительно, оба любили прибегать к притчам и аллегориям; р. Меир, так же как и Элиша, изучал греческий язык и был другом философа Авнимоса ха-Гарди. Согласно Вавилонскому Талмуду, р. Меир также не пользовался особой благосклонностью неба. В Мишне он часто цитируется не по имени, a под названием «Ахерим» — другие, возможно намекая на то, что он был учеником Ахера. С другой стороны, в Мишне часто наблюдается разногласие между р. Меиром и «Ахерим». Тосафисты объясняют, что под названием «Ахерим» р. Меир цитируется лишь в тех случаях, когда он приводит не своё мнение, a взгляды Элиши. В оправдание его отношения к Ахеру мудрецы Талмуда приводят следующее изречение: «р. Меир нашёл гранатовое яблоко, внутренностью воспользовался, a шелуху выбросил».
Рассказывается, что однажды р. Меир сидел в синагоге в Тверии и читал свою субботнюю лекцию, как вдруг он заметил из окна Элишу, ехавшего верхом на лошади; тогда р. Меир прервал свою лекцию и пошёл за ним. Элиша обратился к нему с вопросом: «Лучше ли учиться в юности или в старости?» Ответы р. Меира, по-видимому, не удовлетворили Элишу, и он изложил ему мнение рабби Акивы об этом предмете: «Твой учитель Акива не так говорил; горе нам, что мы потеряли его».
Когда р. Меир прошёл за городом расстояние, дозволенное в субботу, Элиша напомнил ему, что пора ему вернуться обратно. Меир воскликнул: «Вернись и ты, Элиша!», на что Элиша с грустью ответил, что для него это уже невозможно, поскольку однажды проходя в Йом-Кипур мимо синагоги он услышал Глас с Небес (Бат-Кол): «Да вернутся ко Мне все дети Мои — кроме Ахера, ибо он познал Моё могущество и восстал против Меня».
В Вавилонском Талмуде отношения Элиши бен Абуя к р. Меиру переданы в двух вариантах.
Первая версия рассказывает, что Элиша бен Абуя спросил р. Меира о значении стиха Экклезиаста (Екк. 7:14), но, не удовлетворённый ответом, сам разъяснил ему смысл стиха от имени рабби Акивы. После этого Элиша спросил р. Меира о значении стиха «Не сравнится с мудростью золото и стекло» (Иов. 28:17). Р. Меир ответил словами Ахера же (Авот де р. Натан), что знание приравнивается к этим двум предметам потому, что оно трудно достается, как первое, и легко растрачивается, как второе. «Но твой учитель Акива, — говорит Αхер, — иначе это объяснил: знание приравнивается золоту и стеклу в том смысле, что, подобно тому, как сосуд из золота и стекла никогда не пропадает: если он будет разбит, то обломки могут быть переплавлены в новый сосуд, так же точно, если человек со знанием сойдет с прямого пути, он легко может исправиться». — «Исправься и ты!» — взывает к нему р. Меир. «Нет, — отвечает Элиша, — я давно уже слышал голос из-за завесы: „вернитесь все, кроме Ахера“».
В другом варианте прибавляется, что Элиша бен Абуя высказал р. Меиру сомнение в том, возможен ли для него возврат на путь истины (Тшува). Р. Меир предложил ему ходить из одной школы в другую и гадать о своей будущности по словам учеников. И они переходили из школы в школу, где спрашивали детей о том, какой стих из Св. Писания они изучали сегодня. Везде они услышали ответы, содержавшие дурные предзнаменования Элиши бен Абуя. В последней, тринадцатой, школе они наткнулись на косноязычного мальчика. На предложение р. Меира произнести какой-нибудь стих из Св. Писания он произнёс 50-й стих из Псалмов: «нечестивому Бог сказал: для чего тебе толковать о моих законах». И в устах мальчика слово לרשע (ле-раша — нечестивому) звучало как לאלישע (ле-Элиша — Элише). Тут Элиша воспламенился гневом и пронзил мальчика ножом; он разрезал его на тринадцать частей и разослал их по всем синагогам, поправшим ранее честь его. По другому сообщению, он не зарезал мальчика, a «чуть было не убил его».
Перед смертью рабби Меир всё-таки снова посетил Ахера и призвал его покаяться. Элиша возразил ему: «Что стоит раскаяние умирающего?» Рабби Меир ответил на это стихом из Псалмов: «Ты возвращаешь человека в тление и говоришь: „возвратитесь, сыны человеческие!“» (Пс. 89:4) и сказал, что никогда не поздно раскаяться и вернуться к Богу. Элиша залился слезами и умер, что рабби Меир интерпретировал как знак раскаяния учителя.

### После смерти
Рабби Меир перенёс смерть учителя со смирением и твёрдостью, веря, что его последние минуты были посвящены примирению с Богом. Окружающие обратились к р. Меиру с вопросом: «Если тебя спросят на том свете, с кем ты хочешь быть вместе: с отцом своим или учителем, что ответишь?» «Учитель мне дороже отца». — «А послушают ли тебя?» — «О да! Есть галаха: В субботу спасают от пожара футляр Торы ради самой Торы. Точно так же спасён будет Элиша-Ахер ради Торы, которую он изучал».
По версии Иерусалимского Талмуда, по смерти Элиши с неба сошёл огонь, охватив его могилу, а р. Меир распростёр свой плащ, охраняя её от пламени. «Успокойся, — сказал он, — здесь в этом мире; там, если Всеблагой не простит тебя, я искуплю тебя, клянусь Богом!» Тогда огонь потух. Согласно Вавилонскому Талмуду, на Небесах Элиша не мог рассчитывать на Вечную жизнь, поскольку отрёкся от Торы публично, но, вместе с тем, не мог быть отправлен и в Шеол, в награду за постигнутую им мудрость Торы. Р. Меир, узнав об этом, пообещал «Когда умру — произведу дым на его могиле!» с тем, чтобы Элиша был отправлен в Шеол и смог искупить свои грехи. И действительно, после смерти р. Меира из могилы Элиши пошёл дым. Тем не менее, р. Йоханан заметил, что этого недостаточно, и пообещал после своей смерти вознести Элишу в Грядущий мир. Согласно свидетельству Талмуда, после смерти р. Йоханана, действительно, дым на могиле Элиши иссяк и было провозглашено, что Ахер вошёл в Рай.
Иерусалимский Талмуд сообщает, что через некоторое время после смерти Ахера его дочери обратились к р. Иегуде ха-Наси с просьбой о помощи. Ho p. Иегуда не пожелал их выслушать и резко приказал им покинуть его. Тогда дочери Ахера сказали: «Помяни знания отца нашего, a не дела его». — Слова эти тронули р. Иегуду до слёз, и он исполнил их просьбу. По словам Вавилонского Талмуда, он отнёсся к ним ещё строже; увидев их, он произнёс: «Неужели y этого человека есть ещё потомство на свете?». Тогда с неба сошёл огонь и окружил его кресло. Патриарх заплакал и воскликнул: «Если небо заступается так за тех, которые изучали Тору, но пренебрегли ею, то как оно должно заступиться за тех, которые дорожат ею!»

## Образ Ахера

### В еврейской традиции
Личность Ахера издавна служила предметом разногласий многих еврейских комментаторов и историков; в глазах одних он опасный еретик, другие же, свободомыслящие, прославляли его как глашатая свободы.
Сопоставляя разноречивые сказания об Элише-Ахере в талмудических источниках и принимая во внимание стремление талмудистов создать тип религиозного отступника, который соответствовал бы типу библейских апостатов, какими агадисты выставляли обычно Иеровоама, Доика и Ахитофела, — можно прийти к следующему выводу. Носитель странного прозвища Ахер представляет, по-видимому, тип еретика-отрицателя; и то обстоятельство, что упоминание о нём нашло место не в трактате Сангедрин, среди лиц, лишённых удела в будущей жизни, a в трактате Хагига, где обсуждаются предметы, изучение которых обусловлено разными ограничениями, — указывает на то, что речь идёт об отступнике теоретическом.
В беседах Элиши с р. Меиром нет ни малейшего намёка на его свободомыслие и вообще ничего такого, что отличало бы его от всех прочих законоучителей того времени. Судя по свидетельству Талмуда, Элиша никогда не пытался совращать р. Меира с пути истины. Что же касается его призывов изучать ремёсла вместо Торы, то подобные взгляды, в сущности, разделяли и многие другие законоучители, также настаивавшие на изучении ремёсел. В то же время, рассказы о желании Ахера вернуться к Богу и его собственном убеждении, что для него нет возврата, при всей их загадочности рисуют, в сущности, человека, уже вернувшегося к Богу.
- Позднейший Мидраш «Ган Эден ве-Гехинном» («Рай и Ад»), хотя и помещает Ахера в седьмом отделе ада, среди грешников, терзаемых ангелом Далкиилем, вместе с тем прибавляет: «но Элиша спасается; рука, оттолкнувшая его, принимает его обратно»;
- Рабби Гай Гаон[29], толкуя рассказ о «Саде познания», объясняет, что Ахер полагал, что в мире господствуют две силы, подобно тому как персы признают Ормузда и Аримана.
- Маймонид во Введении к трактату Мишны Зраим замечает: «мы не считали Элишу-Ахера в числе таннаев вследствие известного обстоятельства»;[30]
- А. Брюлл (Andreas Brüll) считает Ахера склонным к христианству;[31]
- Карл Зигфрид (Karl Adolf Siegfried) считает Ахера представителем филоновских идей;[32]

### В художественной литературе
В период Хаскалы (еврейского Просвещения) образ Ахера, наряду с образом Уриэля Акосты, стал символом борьбы с условностями ортодоксального иудаизма.
Ахеру посвящены следующие тексты:
- Еллинек, Адольф, Elischa ben Abuja, Лейпциг, 1847; (нем.)
- Переработка первой части «Фауста» Гёте на иврите, сделанная Максом (Меиром) Леттерисом носит заглавие בן אבויה («Бен-Абуйя»), Вена, 1865 (в предисловии автор сравнивает Элишу с немецким чернокнижником; (иврит)
- М. Д. Хоффманн (M.D. Hoffmann), Tolĕdot Elischa ben Abuja, Вена, 1880; (нем.)
- Самуэль Бек (Samuel Bäck), Elischa ben Abuja-Acher, quellenmässig dargestellt, Франкфурт-на-Майне, 1891; (нем.)
- венский публицист Натан Бирнбаум писал по псевдонимом «Mathias Acher»;
- пьеса Якова Гордина «Элиша бен Абуя», 1906; (идиш)
- поэма Элиши Родина «Ахер» (образ Элиши увлёк Родина ещё в ранней юности, и он даже взял себе имя Элиша); (идиш)
- В собрании стихотворений Михаила Закса (Michel Sachs), Stimmen vom Jordan und Euphrat, Берлин, 1852; 3 изд., 1890, помещён цикл стихотворений, посвящённых Ахеру (стр. 145—156); (нем.)
- драма В. М. Волькенштейна «Ахер», 1922; (рус.)
- IV акт трагедии «Уриель Акоста» Карла Гуцкова, 1847 (русские переводы 1872, 1955); (нем.) (рус.)
- стихи Мартина Бубера, посвящённые Ахеру; (нем.)
- роман Милтона Стейнберга «As A Driven Leaf» («Как сорванный лист»[33]), 1939; (англ.) (рус.)
- Альберт Ассараф (Albert Assaraf), L’hérétique: Elicha ben Abouya ou l’autre absolu, Париж, Balland, 1991; (фр.)
- Шимон Балас (שמעון בלס), ивр. והוא אחר‎ (англ. Outcast), Тель-Авив, 1991; (иврит) (англ.)
- Нурит Бээри (נורית בארי), ивр. יצא לתרבות רעה - סיפורו של אלישע בן אבויה‎, (ידיעות ספרים, 2007);  (иврит)
- рассказ Алексея Васильева «Мидраш ди рабби Ахер, 18: 1-10»; (рус.)
- в романе Г. Л. Олди, А. Валентинова и М. и С. Дяченко «Рубеж» Элиша бен Абуя является одним из персонажей